# Basitropis werneri
Basitropis werneri là một loài bọ cánh cứng thuộc chi Basitropis, trong họ Anthribidae. Loài này được Frieser, R. mô tả khoa học lần đầu tiên năm 1995.